# 仁德服務區
仁德服務區是臺灣的一處國道服務區，位於台南市仁德區，里程為中山高速公路335.1k，為國道一號最南端的服務區，同時亦為台灣最南端的國道服務區（以緯度計），1979年10月成立，分為南下、北上兩站，之間設有人行陸橋相互貫通。
仁德服務區由於鄰近台南都會區及高雄都會區，因而造成用路人很少停留休息，故2018年營業額在中山高六個服務區當中僅勝過中壢服務區，而在全台灣所有的服務區中，也僅勝過石碇服務區（新北市）、關廟服務區（台南市）和中壢服務區（桃園市）。但由於鄰近長榮大學及嘉南藥理大學，不少鄰近學生從仁德服務區的員工出入口進入消費。

## 設施
南下北上2站的出口處設有24小時台灣中油便捷加油站。2023年設立電動車的充電站，支援CCS1與CCS2規格充電樁。

## 基本資料
- 位置:中山高速公路335k+100處
- 地址：
  - 南下：台南市仁德區中洲路一巷220號
  - 北上：台南市仁德區中洲路一巷200號
- 經營廠商：統一超商股份有限公司

## 營業額
以下為仁德服務區自2006年以來之年營業額，其中2006年與2007年之年營業額未含營業稅：
|  | 由于已知的技术原因，图表暂时不可用。带来不便，我们深表歉意。 |

|  | 由于已知的技术原因，图表暂时不可用。带来不便，我们深表歉意。 |

## 外部連結
- 統一超商股份有限公司仁德服務區 （页面存档备份，存于）
- 南區養護工程分局仁德服務區 （页面存档备份，存于）
- 國道1號 仁德南下服務區 即時影像 - 高速公路資訊網 （页面存档备份，存于）
- 國道1號 仁德北上服務區 即時影像 - 高速公路資訊網 （页面存档备份，存于）